# Pflege
Unter Pflege fallen alle unterstützenden Maßnahmen und Handlungen, die der Erhaltung, Wiederherstellung oder Anpassung von physischen, psychischen und sozialen Funktionen und Aktivitäten des alltäglichen Lebens dienen. Pflege stellt ein unerlässliches Element der gesundheitlichen Versorgung und sozialen Absicherung dar. Sie ist im Laufe der Zeit zu einem eigenständigen Bereich im Gesundheitswesen geworden und beinhaltet eine Reihe spezifischer Berufsbilder. Verschiedene Organisationen haben Definitionen entwickelt, um den Begriff Pflege zu definieren und eine Abgrenzung zwischen professioneller und nichtberuflicher Pflege zu ermöglichen.

## Entstehung der professionellen Pflege
Pflege entstand ursprünglich aus der Notwendigkeit, kranke und schwächere Mitglieder der eigenen Familie oder Gemeinschaft zu versorgen. Daraus entwickelte sich eine nichtberufliche Pflege, die im Sinne der Nächstenliebe auch bedürftige Menschen außerhalb des eigenen Verwandtenkreises versorgte. Die Weiterentwicklung zu einem medizinischen Assistenzberuf und schließlich zu einem professionellen Heilberuf ist eine in historischen Maßstäben sehr junge Erscheinung. Seit Mitte des 20. Jahrhunderts entstanden spezialisierte Pflegeberufe, z. B. für Kinderkrankenpflege, Heilerziehungspflege, psychiatrische Pflege und Altenpflege (siehe auch Gesundheitsfachberuf)
Ab den 1950er Jahren entstanden erste Pflegetheorien, die die Grundlage der pflegewissenschaftlichen Entwicklung und die Professionalisierung der Pflegeberufe bilden und die Pflege zunehmend spezialisieren und akademisieren. So sind beispielsweise die akademischen Fachrichtungen Pflegeforschung, Pflegeinformatik und Pflegepädagogik entstanden. Die Angehörigen der Pflegeberufe werden in Berufsverbänden vertreten, der wichtigste Verband ist das International Council of Nurses (ICN), das rund 20 Millionen Pflegende aller Berufsgruppen aus 130 Ländern vertritt und mit der Weltgesundheitsorganisation (WHO) eng zusammenarbeitet.
In Deutschland konnte die Situation der Pflege seit 2018 tarifvertraglich verbessert werden. Der Gesetzgeber zog nach.

## Definitionen
Es gibt eine Reihe verschiedener Definitionen, die beschreiben, was professionelle Pflege sein sollte. Weitere Definitionen für die Aufgaben Pflegender finden sich beispielsweise in den Pflegegesetzen der einzelnen Nationen und Bundesländer, in den Definitionen und Kodizes einzelner nationaler Pflegeverbände sowie ihren Unterverbänden und in kleinerem Umfang in den Pflegeleitbildern einzelner Pflegeunternehmen.

### WHO-Definition
Definition der Weltgesundheitsorganisation:

„Der gesellschaftliche Auftrag der Pflege ist es, einzelnen Menschen, Familien und ganzen Gruppen dabei zu helfen, ihr physisches, psychisches und soziales Potenzial zu bestimmen und zu verwirklichen, und zwar in dem für die Arbeit anspruchsvollen Kontext ihrer Leben- und Arbeitsumwelt. Dabei müssen die Pflegenden Funktionen aufbauen und erfüllen, welche die Gesundheit fördern, erhalten und Krankheit vermeiden. Zur Pflege gehört auch die Planung und Betreuung bei Krankheit und während der Rehabilitation, und sie umfasst zudem die physischen, psychischen und sozialen Aspekte des Lebens in ihrer Auswirkung auf Gesundheit, Krankheit, Behinderung und Sterben. Pflegende gewährleisten, dass der Einzelne und die Familie, seine Freunde, seine soziale Bezugsgruppe und die Gemeinschaft gegebenenfalls in alle Aspekte der Gesundheitsversorgung einbezogen werden, und unterstützen damit Selbstvertrauen und Selbstbestimmung. Pflegende arbeiten auch partnerschaftlich mit Angehörigen anderer, an der Erbringung anderer gesundheitlicher oder ähnlicher Dienstleistungen beteiligter Gruppen zusammen.“

### ICN-Definition
Definition des International Council of Nurses:

„Pflege umfasst die eigenverantwortliche Versorgung und Betreuung – allein oder in Kooperation mit anderen Berufsangehörigen – von Menschen aller Altersgruppen, von Familien oder Lebensgemeinschaften, sowie von Gruppen und sozialen Gemeinschaften, ob krank oder gesund, in allen Lebenssituationen (settings). Pflege schließt die Förderung der Gesundheit, die Verhütung von Krankheiten und die Versorgung und Betreuung kranker, behinderter und sterbender Menschen ein. Weitere Schlüsselaufgaben der Pflege sind Wahrnehmung der Interessen und Bedürfnisse, Förderung einer sicheren Umgebung, Forschung, Mitwirkung in der Gestaltung der Gesundheitspolitik, sowie im Management des Gesundheitswesens und in der Bildung.“

Auf dem ICN-Kongress im Juni 2025 wurde eine neue Definition beschlossen. An einer deutschsprachigen Übersetzung wird gegenwärtig gearbeitet.

## Berufliche und nichtberufliche Pflege

### Berufliche Pflege

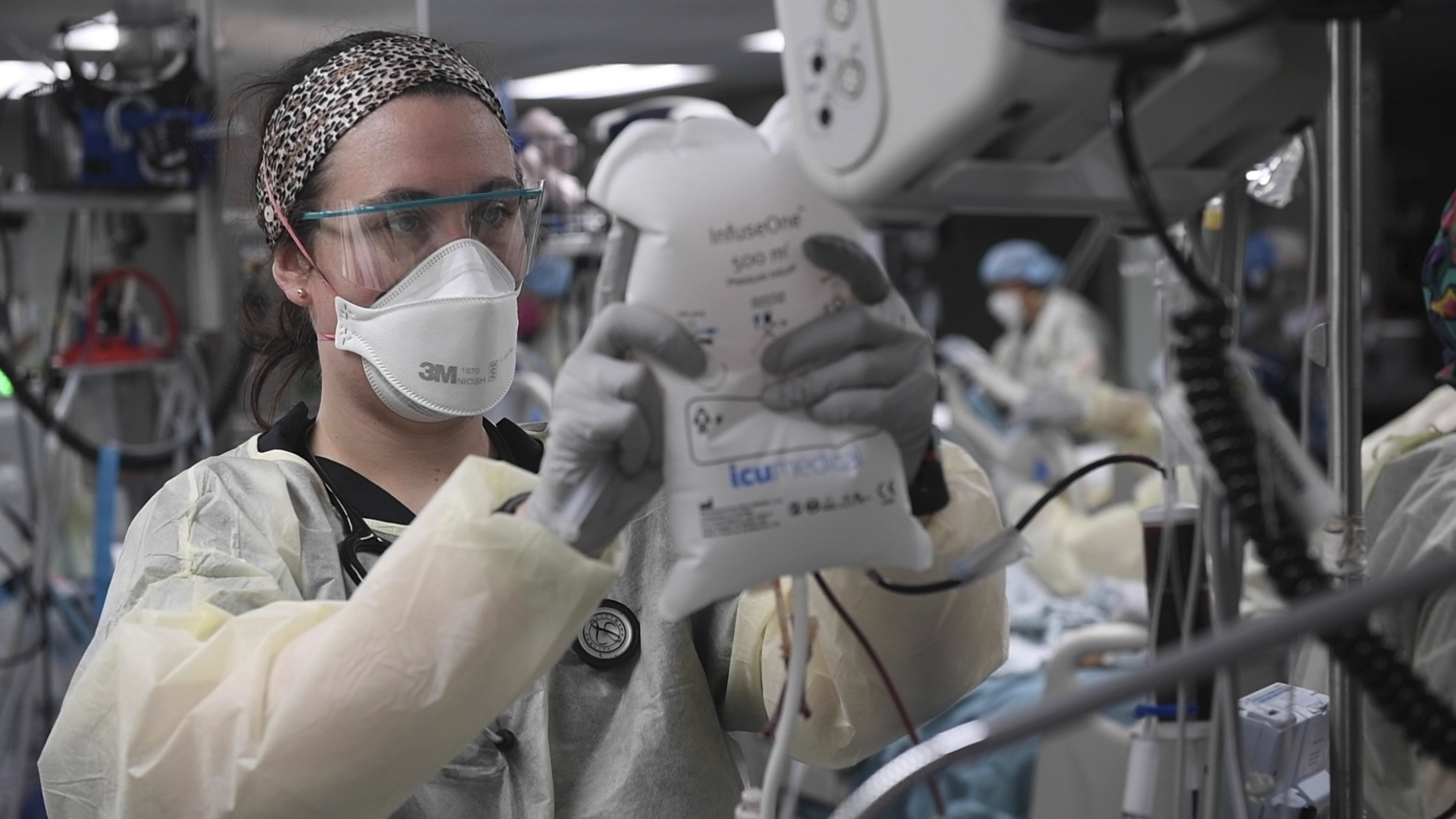
Intensivpflege ist ein eigener Teilbereich der Krankenpflege

Aus den verschiedenen Definitionen unter anderem des deutschen Pflegerats ergeben sich für die berufliche Pflege folgende Rahmenbedingungen:
- Pflege ist ein eigenständiger Beruf des Gesundheitswesens, der einer Ausbildung bedarf und gegen Bezahlung ausgeübt wird.
- Pflege betrachtet den ganzen Menschen und ist sowohl auf kranke wie auch gesunde Anteile ausgerichtet; dies schließt Prävention, Rehabilitation und Palliativpflege ein.
- Die Ausübung der Pflege bezieht pflegewissenschaftliche Erkenntnisse sowie die anderer Bezugswissenschaften wie Medizin, Soziologie, Psychologie ein.
- Pflegekräfte beurteilen die Pflegebedürftigkeit, planen Pflege, führen sie durch und bewerten sie. Sie beraten und leiten Menschen an.
- Pflegekräfte sollen durch Fort- und Weiterbildung ihr Wissen und Können erweitern.
- Pflege arbeitet mit anderen Berufen des Gesundheitswesens zusammen.

Durch diese Punkte lässt sich die berufliche Pflege von der nichtberuflichen Pflege abgrenzen.
Der Deutsche Berufsverband für Pflegeberufe betont in seiner Definition professioneller Pflege darüber hinaus den Punkt der Verantwortung, die professionell Pflegende bei der Versorgung und Betreuung Pflegebedürftiger übernehmen, sowie die inhaltliche Abstimmung mit anderen Pflegekräften und Angehörigen der kranken, behinderten oder sterbenden Menschen.

### Nichtberufliche Pflege
Die Praxis, Menschen zu unterstützen, die wegen ihres Alters, einer Krankheit, Verletzungen oder aufgrund sozialer Missstände Hilfe benötigen, ist in allen Gesellschaften und Religionen verbreitet. Vor allem Kinder und Alte wurden gepflegt, Arme unterstützt und versucht, Schmerz zu lindern. Die Pflege ist in der Regel kompensatorisch, beispielsweise werden gebrochene Knochen geschient, schmerzlindernde Lagerungen angewendet, Grundbedürfnisse wie Ernährung durch Eingabe von Nahrung gestillt, Säuglinge gewickelt und alte Menschen bei der Bewegung unterstützt. Diese Form des Versorgens und Betreuens Anderer stützt sich nicht auf eine dahinter stehende spezifische Berufsausbildung und wird als nichtberuflich, informell oder Laienpflege bezeichnet. Sie ist ein Aspekt der Care-Arbeit.
Im Bezug auf den einzelnen Pflegebedürftigen sind die Laienpfleger Spezialisten, ihr Wissen und ihre Kenntnisse über den Gepflegten sind für professionelle Pflegekräfte, die den Pflegebedürftigen übernehmen, von großem Wert.
In der Regel handelt es sich bei den Pflegenden um Familienangehörige oder Personen mit einer engen persönlichen Beziehung zum Gepflegten, überwiegend sind dies Frauen, von denen, Schätzungen zufolge, rund 30 Prozent bereits selbst im Rentenalter sind. Daneben helfen oder pflegen geschätzt etwa zwei bis vier Prozent Kinder und Jugendliche regelmäßig kranken Familienmitglieder; die sogenannten Young Carers.
Die gesellschaftliche Bedeutung der durch Laien erbrachte Pflegeleistungen für die Gesellschaft ist enorm. In Deutschland werden etwa 80 Prozent von den mittlerweile 5 Millionen Pflegebedürftigen (Stand: Ende 2021 - 2017 waren es noch 3,4 Millionen) zu Hause versorgt. Pflegende Angehörige werden in der häuslichen Pflege häufig durch einen ambulanten Pflegedienst unterstützt. In Deutschland ist nur etwa ein Fünftel der pflegebedürftigen Menschen in einem der 16.100 Pflegeheime untergebracht.
In Deutschland regelt das SGB XI Pflegekurse für Angehörige und ehrenamtliche Pflegepersonen (§ 45 SGB XI), Angebote zur Unterstützung im Alltag (§ 45a SGB XI) insbesondere auch durch Ehrenamtliche sowie die Förderung entsprechender Versorgungsstrukturen (§ 45c SGB XI).

## Träger
Man unterscheidet die Betreiber von Pflegediensten und Pflegeheimen in öffentliche, freigemeinnützige und private Träger. Zu letzteren zählen sowohl Unternehmen im Familien- oder Privatbesitz als auch börsennotierte Aktienunternehmen und Unternehmen im Besitz von Private-Equity-Gesellschaften. In Deutschland kam es in den 2010er-Jahren zu einem Anstieg der Anteile der Private-Equity-Gesellschaften und der Zahl der Übernahmen; PE-Gesellschaften waren zuvor vor allem in den Vereinigten Staaten sowie in Europa im Vereinigten Königreich, in den skandinavischen Ländern und den Benelux-Staaten aktiv. Medien sprechen in diesem Zusammenhang von einem „Pflegekapitalismus“ und kritisieren, dass die Politik die Verantwortung der Pflege gemäß den Kriterien der Nachhaltigkeit gestalten müsse und sie nicht an profitmaximierende, kurzfristig orientierte Finanzinvestoren delegieren dürfe.

## Ausbildung und Studium
Um in diesem Beruf arbeiten zu können, kann entweder eine Ausbildung oder ein grundständiges Studium absolviert werden. Die schulische Ausbildung zur Pflegefachfrau dauert in Deutschland drei Jahre. In Deutschland gibt es verschiedene Pflege-Studiengänge mit unterschiedlichen Schwerpunkten, beispielsweise Advanced Nursing Practice, Pflegemanagement, Pflegepädagogik und Pflegewissenschaft.
Seit 1993 besteht der Deutsche Bildungsrat für Pflegeberufe (DBR), welcher die Interessen verschiedenen pflegerischer Berufsverbände vertritt.